# Kurtis Kraft
Die Kurtis Kraft, Inc. ist ein US-amerikanischer Automobilhersteller und ein Rennteam, das vor allem durch seine Erfolge bei den Indianapolis 500 bekannt wurde. Gegründet wurde die Firma von Frank Kurtis 1938 in Los Angeles (Kalifornien). Heute ist das Rennteam in Glendale (Kalifornien) ansässig.

## Rennfahrzeuge

### Midgets

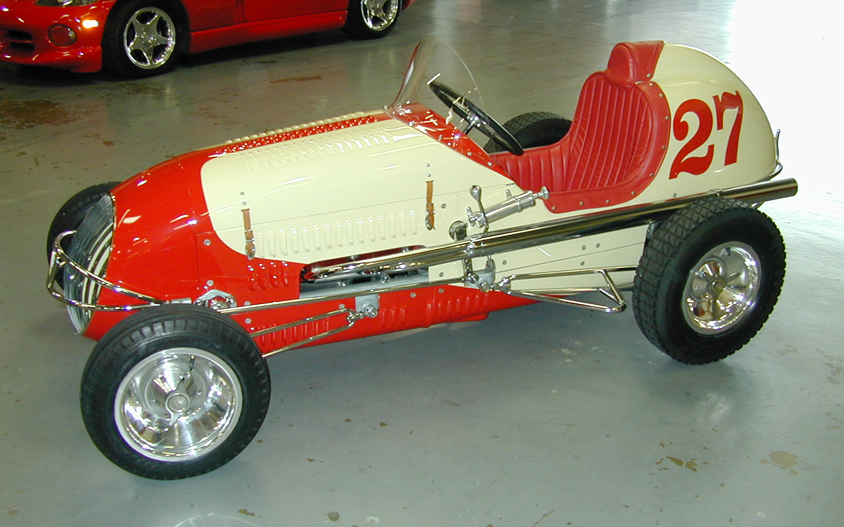
Midget-Rennwagen von Kurtis Kraft

1938 baute die Firma zunächst „Midget-Cars“ (Kleinstrennwagen). Diese Klasse erfreute sich wachsender Beliebtheit. Nach dem Zweiten Weltkrieg galt eine Hubraumgröße von 100 bis 140 c.i. (1639–2294 cm³). Einer der bekanntesten Motorenanbieter war Offenhauser, eine preiswertere Alternative dazu war der Motor des Ford V8-60 mit 136 c.i. (2229 cm³), gebaut von 1937 bis 1940. In der Werksausführung leistete er 60 bhp (44 kW), Tuning-Teile waren relativ günstig erhältlich. Kurtis Kraft bot beide Motorvarianten an. Bis Anfang der 1950er Jahre baute die Firma 550 Midgets und lieferte weitere 600 in Baukastenform zur Selbstmontage durch den Kunden.

### Indianapolis und Formel 1

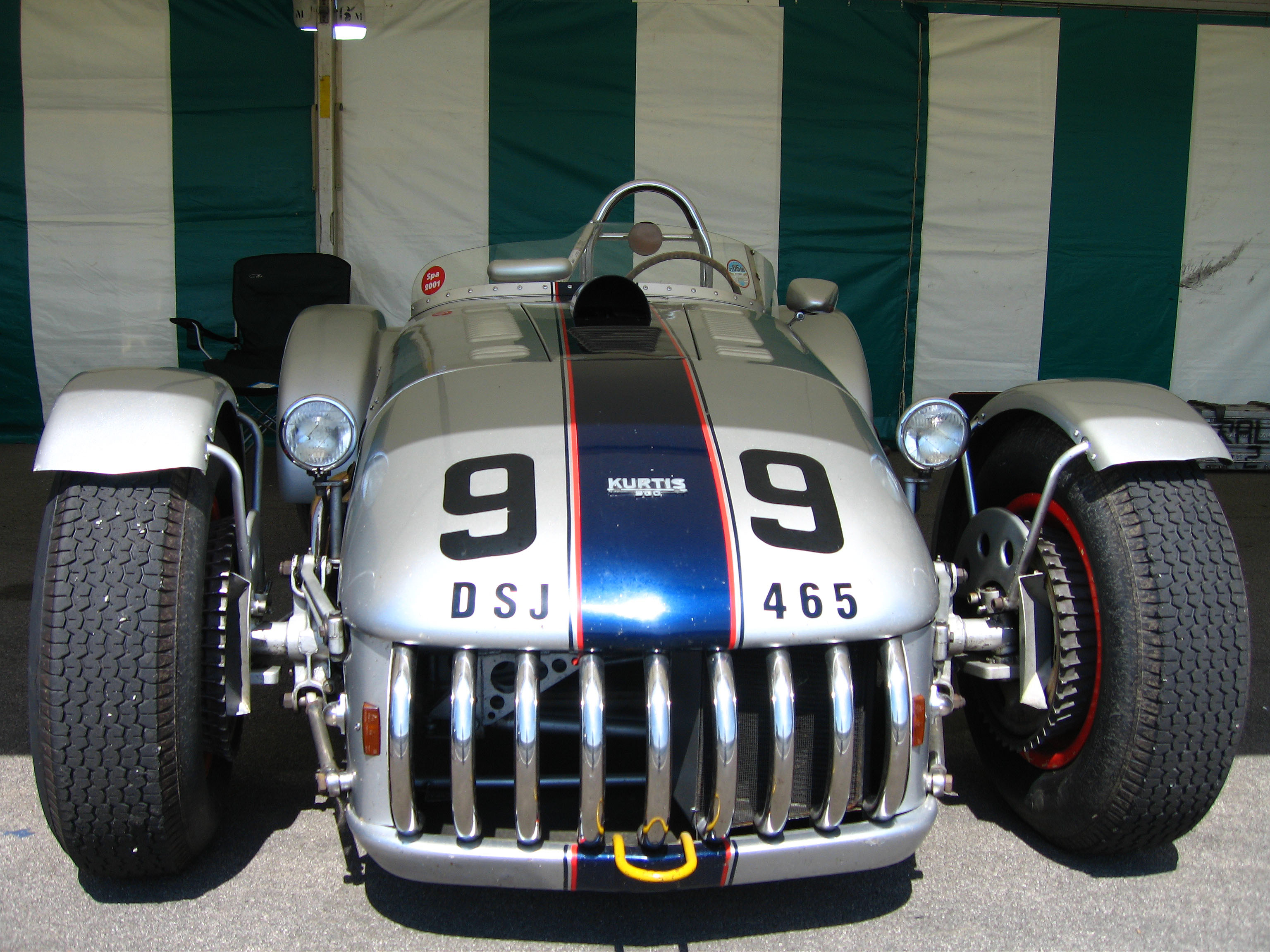
Kurtis 500S

Seinen ersten Rennwagen für die 500 Meilen von Indianapolis baute Frank Kurtis 1941. Das Auto wurde von Sam Hanks gefahren; zwei weitere folgten. Einer davon war der erste der bekannten Novi Specials. 1947 baute er für sich selber den Kurtis-Kraft Special, mit dem er die 500 Meilen 1948 mitfuhr und Neunter wurde. Das Auto wurde 1949 als Wynn's Oil Special von Johnnie Parsons gefahren, der damit den Sieg holte. Noch 1951 fuhr es Jim Robbins auf einen zweiten Platz.
Daraus entwickelte er den KK2000 (1948–1952). Darauf folgten die langlebigen Baureihen 500 und 500 S, nun oft mit Offenhauser-Vierzylindern. Eine Besonderheit war der 500A der einen Firepower genannten Motor von Chrysler mit 331 c.i. (5424 cm³) erhielt. Der V8 hatte hemisphärische Brennräume (HEMI-Konstruktion) und leistete ca. 410 bhp (305,7 kW). Die Tests verliefen so erfolgreich, dass andere Teams intervenierten und der Veranstalter den Hubraum auf 270 c.i. (4424 cm³) begrenzte. Chrysler passte zwar den Motor an, er war in der neuen Konfiguration aber nicht erfolgreich, worauf das Projekt aufgegeben wurde. Parallel zum 500 erschien der 4000 der bis in die 1960er Jahre gebaut wurde.
In den Jahren 1950, 1951, 1953, 1954 und 1955 gewannen Kurtis Kraft Rennwagen die Indy 500, und da diese Rennen zur Automobil-Weltmeisterschaft zählten, erscheint sein Name auch in den Siegerlisten der Formel 1.

## Sportwagen

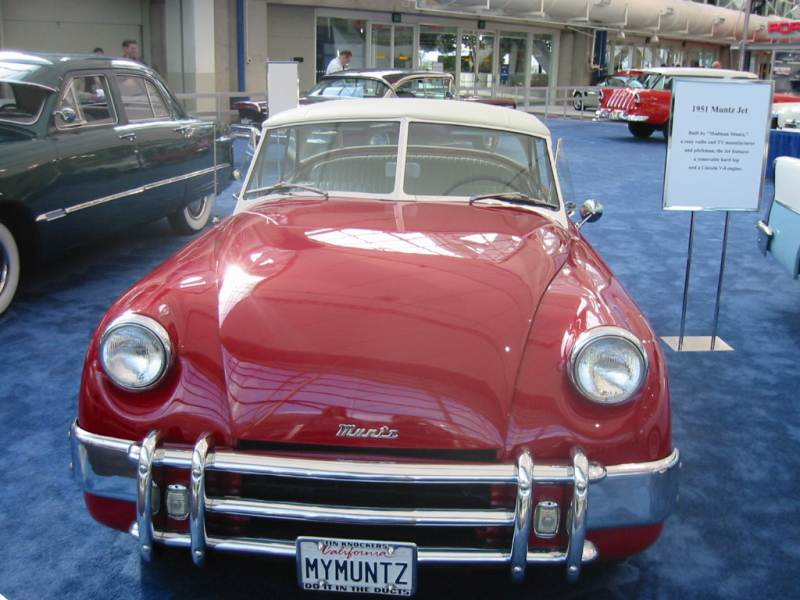
Die frühen Sportwagen von Kurtis glichen den späteren Muntz

Von 1949 bis 1955 wurden auch straßenverkehrstaugliche Sportwagen mit GFK-Karosserien hergestellt.

### Kurtis Kraft Tommy Lee Special
1937 baute Kurtis ein einzelnes Fahrzeug für Tommy Lee, der eine große Cadillac-Vertretung (Don Lee) und Medienbetriebe in Los Angeles besessen hatte. Der Wagen war auf einem Ford V8-Fahrgestell aufgebaut und hatte optische Ähnlichkeiten mit dem Cord 810, von dem er die Kotflügel samt versenkbaren Scheinwerfern erhielt. Das Fahrzeug war als Roadster ohne Verdeck aufgebaut und konnte trotz Straßenzulassung an Geschwindigkeitstests, etwa auf den Bonneville Flats, mitmachen. Der Motor war von Offenhauser von 3917 cm³ (239 c.i.) und 100 bhp @ 3600/min (74,6 kW) auf 4425 cm³ (270 c.i.) und bis zu 300 bhp @ 6000/min (223,7 kW) gebracht worden. Der Wagen hatte außerdem eine Columbia Dual Range Hinterachse mit zwei Untersetzungen wie sie auch Auburn verwendete. Angeblich kostete das Auto US$ 25.000,– und damit mehr als ein Duesenberg. Der Tommy Lee Special existiert noch. 2007 wurde er an einer Auktion für US$ 440.000 und 2010 für US$ 258.500 versteigert.

### Kurtis Kraft Omohundro Comet Custom
Zwischen 1947 und 1949 entstand eine unbekannte, aber sehr kleine Anzahl eines modern konzipierten Roadsters. Dieser Kurtis Omohundro Comet Custom gilt als erster Nachkriegssportwagen aus US-Produktion. Ein Exemplar existiert noch.

### Kurtis Kraft Sport
Das erste eigentliche Serienmodell nach einem Einzelstück auf dem Chassis eines Buick von 1942 wurde 1949 vorgestellt. Das elegante, zweisitzige Cabriolet hatte einen Radstand von 2540 mm und war 4293 mm lang. Als Antrieb diente ein seitengesteuerter V8-Motor von Ford mit 3917 cm³ Hubraum, der 100 bhp (74,6 kW) Leistung entwickelte. Ein manuelles Dreiganggetriebe leitete die Motorkraft an die Hinterräder weiter. Bis 1950 wurden 36 dieser Fahrzeuge gebaut. Anschließend verkaufte Kurtis die Konstruktion an Earl Muntz, der eine überarbeitete Version dieser Fahrzeuge unter eigenem Namen weiterbaute.

### Kurtis Kraft 500 KK und 500 M
1954 legte Kurtis erneut ein straßenverkehrstaugliches Fahrzeug, diesmal einen zweisitzigen Roadster, auf. Das Rohrrahmenchassis basierte auf dem Rennwagen, mit dem Bill Vukovitch 1953 die Indy 500 gewonnen hatte und hatte ebenfalls 2540 mm Radstand. Zunächst verkaufte Kurtis 30 dieser Rahmen unter der Bezeichnung 500 KK an Privatkunden, die sie mit GFK-Karosserien und Motoren ihrer Wahl ausstatteten. Weitere 20 Rahmen wurden bis 1955 zu kompletten Fahrzeugen aufgebaut und als Modell 500 M angeboten. Auch der 500 M konnte mit einem Motor nach Kundenwunsch ausgestattet werden, serienmäßig aber war ein obengesteuerter V8-Motor von Cadillac mit 5426 cm³ Hubraum, der 250 bhp (184 kW) bei 4600 min−1 leistete. Die Motorkraft wurde durch ein Automatikgetriebe an die Hinterräder geleitet. Die Wagen erhielten eine elegante GFK-Karosserie der McCulloch Motors Corporation.
Danach gab Kurtis den Bau von straßenverkehrstauglichen Fahrzeugen endgültig auf.